# San José (Escuintla)
San José, Puerto de San José – miasto w Gwatemali w departamencie Escuintla. Leży około 50 km na południe od stolicy departamentu miasta Escuintla, na wybrzeżu Oceanu Spokojnego. Według danych szacunkowych w 2012 roku liczba ludności miasta wyniosła 21 944 mieszkańców.

## Gmina San José

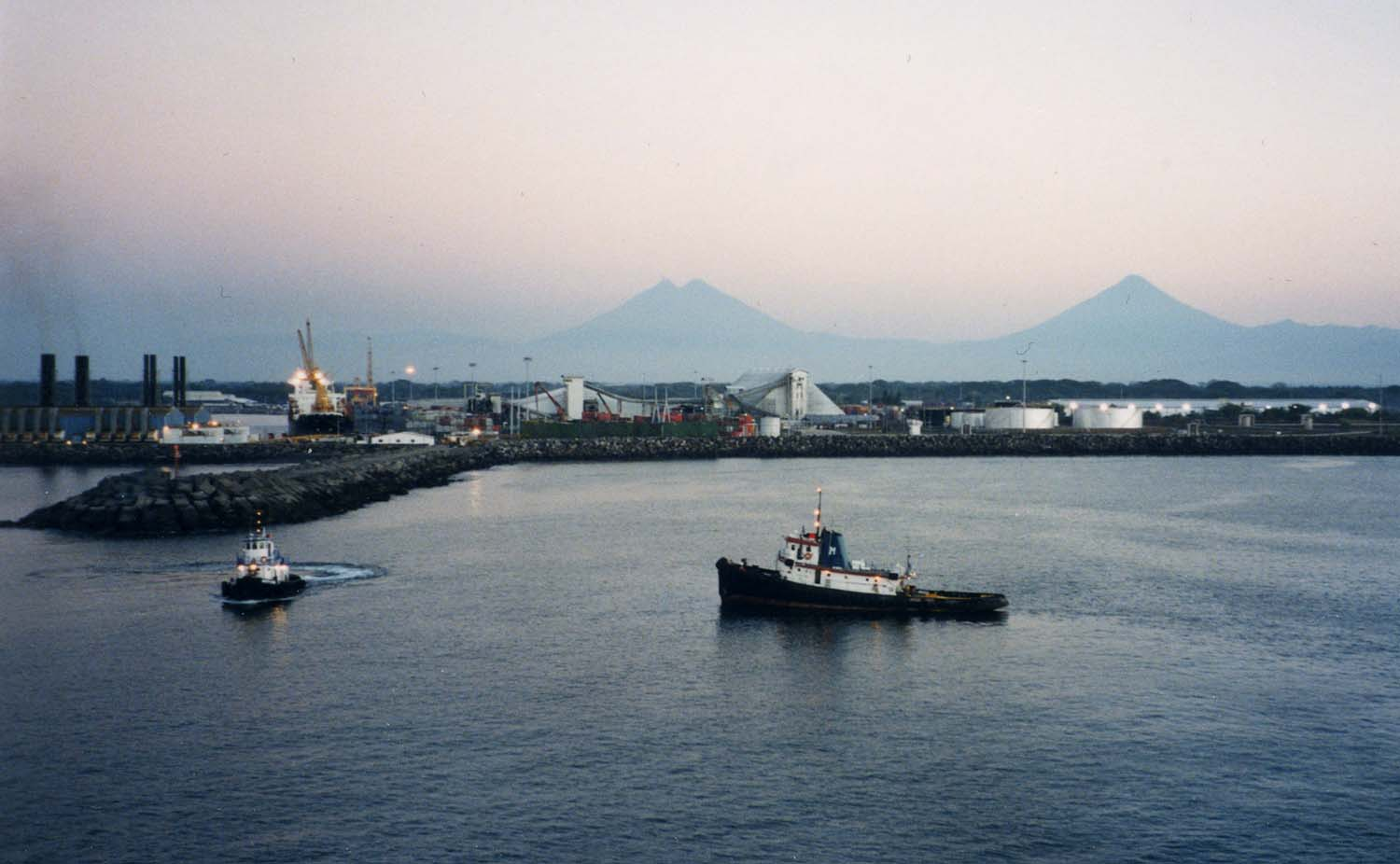
Widok z Portu Quetzal na kompleks wulkanów Fuego i Acatenango (po lewej) oraz wulkan de Agua (po prawej)

Miasto jest siedzibą władz gminy o tej samej nazwie, która w 2012 roku liczyła 51 896 mieszkańców. Gmina jest nieduża, a jej powierzchnia obejmuje 280 km².
Na terenie gminy w odległości kilku kilometrów na wschód od San José leży Puerto Quetzal największy, obok Champerico w departamencie Retalhuleu, port Gwatemali nad Oceanem Spokojnym. Obok portu zlokalizowany jest także nowoczesny kompleks domków wypoczynkowych połączonych kanałami o nazwie San Marino. Puerto de San José także często stanowi miejsce wypadów na połowy ryb z łodzi na Oceanie Spokojnym.